# Rauhiella
Rauhiella é um género botânico pertencente à família das orquídeas (Orchidaceae). Foi proposto por Pabst e Braga em Botanische Jahrbücher für Systematik, Pflanzengeschichte und Pflanzengeographie 99: 143, em 1978. A espécie tipo é a Rauhiella brasiliensis Pabst & Braga.

## Distribuição
Este gênero que agrupa apenas três pequenas espécies epífitas, de crescimento cespitoso, naturais do sudeste e sul do nordeste brasileiros, as quais normalmente aparecem à sombra das matas úmidas da Serra do Mar.

## Descrição
O porte e flores destas plantas parecem-se com os de Chytroglossa, das quais facilmente notamos a diferença pelas flores, cuja coluna é torcida para um dos lados, da mesma maneira que ocorre em Mormodes.
Apresentam pseudobulbos minúsculos encimados por uma única folha carnuda e plana, alongada, lanceolada, pseudopeciolada, ladeado por duas a quatro Baínhas foliares imbricadas, com o mesmo aspecto e tamanho das folhas formando uma espécie de leque onde o pseudobulbo é praticamente imperceptível. As múltiplas inflorescências racemosas são pendentes emergem das axilas dessas Baínhas e contém cerca de uma dezena de pequenas flores algo vistosas e espaçadas com brácteas lepantiformes na base do pedúnculo.
As pequenas flores são bastante complicadas e muito interessantes. As sépalas e pétalas são verdes e parecidas, bem abertas, lineares, membranáceas, algo translúcidas com espessamento na nervura ou carena central visível pelo dorso, as pétalas algo menores e mais estreitas em algumas espécies, mais largas em outras, bastante espessadas na base, quase formando um calo. O labelo é pouco trilobado, com lobos laterais algo erguidos, contém um ou dois calos transversais no disco ou então elevações próximas à base, suas margens são irregulares, normalmente brancas, no centro amarelo ou verde, tendo ou não máculas púrpuras ou amarronzadas. A coluna é comprida, retorcida para um dos lados, sem asas na extremidade, mas com margens inferiores bastantes espessadas próximo à base formando uma espécie de aurícula ou dente baixo.